# 高允
高允（390年—487年），字伯恭，勃海郡蓨縣（今河北景縣東）人。南北朝時期北魏官員、學者。高允通曉儒學及天文曆法，在魏歷仕太武帝、文成帝、獻文帝及孝文帝四任君主，官至尚書、散騎常侍，加光祿大夫、金章紫綬。

## 生平
高允父親高韜在高允年紀還小時就去世了，但高允早熟，氣度非允，崔玄伯見高允後對他很欣賞，說：「高子的才德深藏不露，而展現文辭之學，肯定是一代偉人，只怕我不及看不見。」。高允十多歲時祖父高泰去世，他奉祖父靈柩回到勃海郡後，將祖父留下的家產都讓給了兩個弟弟，自己卻出家為僧，法名「法淨」。不久還俗後，為了學習不惜用扁擔帶著書籍，不遠千里求學，學成後通曉儒家經典、史籍和天文術數之學，而他最愛《春秋公羊傳》。
高允後來獲勃海郡召為功曹。至神䴥三年（430年）七月太杜超以太宰、都督冀定相三州諸軍事、行征南大將軍出鎮鄴城，任命高允為從事中郎。杜超見當時所轄各州在春季堆積了很多沒審結的案件，遂表奏讓高允及呂熙等人到各州協助審理案件；可是最終呂熙等人都因為受賄而獲罪，只有高允因為行事清廉而平允而獲獎賞。不久高允解職，回鄉以教學為業，有一千多人跟他學習。神䴥四年（431年），太武帝下詔徵集逸民，高允與盧玄等都以當時州郡的儒者賢俊而獲召入朝。高允初拜中書博士，後遷中書侍郎。及後又以本官擔任行衞大將軍拓跋範的從事中郎，並隨其西鎮長安，期間對拓跋範治理當地有相當多助益，並得當地人稱頌。
太延二年（436年），驃騎大將軍、樂平王拓跋丕領兵進攻佔據上邽的仇池首領楊難當，高允又以本官參其軍事。拓跋丕統領的部隊嚴整，沒有侵擾居民，甚至有略陽郡居民以牛和酒勞軍，難當見狀就順應北魏諭文退避讓出上邽。但當時有將領勸拓跋丕誅殺當地豪帥以免軍還後又再生事，而且可以掠奪豪帥的財寶物資獎賞將士，高允則表示反對，認為這樣做會摧毀當地人歸附的心，反而是刺激他們在軍還後起事。拓跋丕亦同意，最終都是對當地人採安撫方法。高允亦以建謀安定當地之功而獲賜爵汶陽子，加建武將軍。
後高允又以本官擔任秦王拓跋翰的傅，又受敕命去東宮教授皇太子拓跋晃經籍，很得對方禮待。另外太武帝又命高允與中書侍郎公孫質、胡方回等編定律令，更問高允各項政務問題應最先處理哪項。高允因當時有很多良田被封閉禁止進入，而且平城有很多流民前來求取裹腹，就向太武帝談農事，並暗示道：「古人說方一里的土地就能種三頃又七十畝田，方百里就有三萬七千頃田了。若果勤力耕種，每一畝就有三斗生產，不種就每一畝失去了三斗生產。這麼說單計方百里的土地就有二百二十二萬斛粟的差別了，何況全國這麼廣闊的領土呢？若果官府和民間都有儲糧，即使遇上一年糧食失收，也怕甚麼呢？」太武帝明白其意，就下令解除田禁，田地全都給人民耕作。

### 國史之獄
太武帝滅北涼後，命崔浩監秘書事，主持監修《國紀》，而高允與張偉領著作郎去編寫。當時崔浩寵信著作令史閔湛，閔湛不但上疏稱許崔浩所注釋的《詩經》、《論語》、《尚書》及《周易》更勝馬融、鄭玄、王肅及賈逵所注釋的經典，建議都收集全國所有前人注釋經典的書，而改用崔浩注釋的版本；又求下詔命崔浩注釋《禮記》，以讓天下人得知《禮記》的正確解釋。及後更勸崔浩將寫好的國史刻在石上，想用這種能長久保存的方式彰顯崔浩直筆寫史的事。崔浩和皇太子拓跋晃都同意這樣做，最終在平城西郊祭天壇東三里建成了刊載《國記》及崔浩所注《五經》的大型石銘林。高允得聞此事後，就和諸作郎宗欽說：「閔湛所做的，短時間內恐怕造成崔家極大的災禍，連我們也不剩了。」這些石碑都放在道路旁當眼處，看過的行人都對其直書北魏一些史事有所不滿，並很快就讓太武帝知道，終令崔浩和其家族清河崔氏被族誅，並因而波及其姻親范陽盧氏、太原郭氏及河東柳氏。而崔浩被收捕那晚，高允正在中書省當值，皇太子拓跋晃特別命東宮侍郎吳延召見高允，並讓他留宿東宮。明天一早，太子命高允隨行去見太武帝，表示進去後自己會在太武帝面前為他說話，並囑咐即使太武帝有問題要召他也要和自己說的口徑一致。進去後太子即向太武帝表示高允在東宮做事多年一直小心慎密，得自己信賴，修國史一事雖然和崔浩共事，但一直是受制於崔浩，求獲特赦。太武帝及後召高允進見並問他國史是否都是崔浩寫的，但高允卻如實答：「《先祖記》是前著作郎鄧淵所撰。《先帝記》及《今記》是臣和崔浩一同寫的。不過因為崔浩事務太多，他只是從總體作裁定而已。至於注疏方面，臣比崔浩參與更多。」太武帝聽後大怒：「這樣比崔浩更重罪，哪裹還有活著的理由！」太子隨即嘗試為高允開脫：「皇帝的威嚴太強了，高允只是小臣，所以迷惑錯亂，表現失常。臣之前問過他，他是答崔浩寫的。」太武帝再問高允是否如太子所言，高允又直說：「臣以低下的才能，錯誤地參與了著作國書，觸犯了皇帝的威嚴，罪行應予滅族，今天已經是死定了，不敢作假。太子殿下因為臣長期為他侍講，所以想留住臣的性命罷了。他根本沒問過臣，臣也沒說過這話。臣據實回答，並沒有迷惑錯亂。」太武帝見狀就向太子說高允明知要死仍不堅定不移的行為是相當難得，而且堅持對君主說實話是忠貞臣子，決定饒過他。及後太武帝大怒之下命令高允寫詔書，要上至崔浩，下至其僮吏共一百二十八人全部都夷五族。高允卻一直拖延，在一直催促下他請求朝見太武帝後才寫，但朝見時卻說：「因崔浩而連坐的人，臣不知他們是否還有別的罪，但若只因此事，罪不致死。」太武帝聞言大怒，命武士將高允抓住。太子聞訊又去為高允求情，但太武帝也因高允的話而改為只族滅崔浩，其他人就只誅其本人。事後，太子責問高允為何不聽他的話，就是要觸怒太武帝。高允就表示史書是帝王的真實記錄，亦是後世明顯的警戒，故此要詳細記載君王的事跡以讓後來者所知，故此在國史之獄上其實是崔浩因自己愛恨私慾而有負聖恩，致遭滅族，但在史籍上書寫帝王起居事跡和記載朝廷得失本來就是寫史的原則，沒有甚麼問題；又說自己和崔浩一起寫國史，生死榮辱就當連在一起，不應該有所分別，故此得到赦免是出了他自己的意料。太子聽後動容感歎。
高允後來見太子親近寵臣，又營立田園以謀私利，遂勸諫他要親賢人遠小人，將田地園林都分給貧下及停止賣牲畜產物，但太子並不接受。正平元年（451年），太子去世，高允很久都沒去進見太武帝，太武帝特地召見他，卻見他十分悲傷，令得太武帝也哭了，命他離去。太武帝隨從們見狀不明所以，太武帝則知高允在國史之獄中因著太子的努力才得免死，現在太子死了，故此十分傷心。

### 文成所重
後來中常侍宗愛先後弒太武帝以及隨後由他擁立的南安王拓跋余，陸麗、游雅及源賀等人遂在承平元年（452年）發動政變擁立文成帝，殺宗愛等人。高允在此事上其實也有頗多參與，但卻沒像陸麗等接受封賞，反而不發一言。不過文成帝很看重高允，對他的禮敬規格很高，不呼其名而常以「令公」稱呼他。政事上對高允反對給事中郭善明大建宮室的建議予以接納之餘，及後多次進言求婚嫁殯葬遵從古制等諫言都會聆聽，即使遇上不想聽的也只是命人將高允扶出去。而有時高允有秘密事要求見，文成帝知道其來意亦會命左右退下等待高允，這樣高允可能早上入見黃昏才出來，甚至一整天都在內，人們都不知他和皇帝說了甚麼。後文成帝以高允為中書令，兼著作，又以本官轉太常卿，再解太常卿而以本官領秘書監，進爵為梁城侯，加左將軍。

### 光寵四世
和平六年（465年），文成帝去世，獻文帝即位。天安元年（466年），馮太后誅殺了專擅的丞相乙渾，並選任高允入禁中參與裁決朝政，又命高允與中書省及秘書省商議於郡國中設立學校事宜。高允終上奏方案：大郡設博士兩人、助教四人、學生一百人 ；次郡設博士及助教各兩人、學生八十人；中郡設博士一人、助教兩人、學生六十人；下郡設博士及助教各一人、學生四十人。博士和助教兩者皆都要挑選熟悉經典，而且世代都忠誠清廉，能擔當人師長的人，博士和助教分別限四十歲和三十歲以上，但也容讓一些年輕但學已有成的人不限年紀入教。至於學生也要挑選郡中有好名望、行為謹慎守禮的人，優先取高門子弟，有餘才選中等門第。
高允及後以年老求退，但不獲准許，後來又曾以兼太常身份去祭孔廟，並於皇興四年（470年）隨獻文帝北伐柔然，並在武川鎮寫下《北伐頌》。時獻文帝受制於馮太后，遂思量傳位人選，但他認為太子拓跋宏年紀太小，想立叔父京兆王拓跋子推，並召集大臣詢問意見。問到高允時高允卻哭著跪對，表示要獻文帝想想當天周公旦輔助周成王之事，亦即反對讓位予子推；任城王拓跋雲及隴西王源賀等人亦支持立拓跋宏，獻文只好在皇興五年（471年）禪讓帝位予太子，是為孝文帝，自己則成為太上皇。高允隨後又改任中書監、加散騎常侍。因著支持立孝文帝的功勳，獲進爵咸陽公，加鎮東將軍。
不久，高允改任使持節、散騎常侍、征西將軍、懷州刺史。至太和二年（478年），高允再求退休，上了十多次奏章仍不獲准許，就報稱患病返鄉，朝廷卻在那年徵召高允，敕命州郡送高允回朝。高允回去後獲授鎮軍大將軍，領中書監，並得到「乘車入殿，朝賀不拜」的禮遇。後遷尚書、散騎常侍，太和十年（486年）又獲加光祿大夫、金章紫綬，朝廷有大事要議論都會去問他意見。太和十一年（487年），高允去世，享年九十八歲。朝廷追贈他為侍中、司空公、冀州刺史、鎮軍大將軍、咸陽公，並賜諡號文。
著作有《左氏釋》、《公羊釋》、《毛詩拾遣》、《論雜解》等，輯有《高允集》二十一卷。至明人張溥輯有《高令公集》載於《漢魏六朝百三家集》中。

## 性格特徵
- 高允通曉天象曆法，崔浩曾經召集一批術士查核自漢朝以來的日蝕、月蝕及行星運動的記載，並識別前代史籍記載之誤，最後製成了《魏曆》。崔浩將《魏曆》給高允看，但高允卻說天文曆數不能沒依據地憑空寫，並指出漢王元年（前207年）冬季十月時五大行星在東井聚集一事是基本的曆法術學就能知是錯的事，認為崔浩譏笑漢代史籍錯誤而看不出這點，後人會像他今天譏笑古人這樣譏笑他。崔浩問有何錯誤，高允就答道：「根據《星傳》，金星和水星常常在太陽附近出沒。那年冬季十月，太陽在尾宿和箕宿那裹，黃昏時在西南方下山，而那時東井才在東北方升起。那兩顆星為甚麼會和太陽相背而行呢？這是因為史官故意要神化發生於那時的事件（秦朝滅亡），故此都不按常理去寫了。」崔浩仍然質疑：「要改寫的話甚麼也可改呀，你又不懷疑其他三星聚於東井，卻去說那兩顆星？」高允只稱這不是口舌爭論能說清，而要崔浩再作審視。旁觀的人都不明白為甚麼高允有這種質疑，就只有游雅充滿信心地認為高允是對的。一年多後，崔浩也向高允承認對方所言是正確的，並對游雅說：「高允之術，陽元之射也。」正謂高允每說必中。不過，高允雖然精通曆法，但總不去推算並解釋，就只有游雅數度向他尋求災異的解釋，然而最後高允還是拒絕道：「以前的人說，知曉這種事已經很難，知道了還怕說漏了出去，還不如不知道。全天下玄妙之理這麼多，為甚麼就問這些？」游雅就只好不再問了。國史之獄後，高允曾經上表呈上他撮寫《洪範》及《漢書·天文志》內容，節略其文辭而成的八篇有關歷史上災異記載文章，太武帝閱後認為高允對災異的洞察力比崔浩更強[2]。
- 高允堅持直言，例如得太武帝寵信的遼東公翟黑子在任臺使到并州時收受了一千匹布，還被人揭發了。翟黑子就問高允該怎回答皇帝，高允則認為翟黑子身為寵臣，應如實回答，而且自己坦誠供認，不會怎問罪。但中書侍郎崔覽及公孫質等人就認為罪責難料，主張隱瞞。黑子聽信了崔覽等人，反認為高允是在坑害自己，與其絕交。可是，太武帝最終發現翟黑子說謊，最終將之處死了。國史之獄中高允不聽太子所言而堅持如實回應，最終獲赦，他及後曾和人透露他這樣做其實也為了對得起翟黑子[2]。
- 高允在魏仕官多年，但家境仍然很貧困。文成帝曾經到訪高允家，發現其家只是有幾間草屋組成，蓋布製被子和穿粗劣的冬衣，廚房中也只有鹽醃菜，遂感歎其清貧，賜了他五百匹帛布及千斛粟。孝文帝召還高允回朝後，下詔每天早晚都會向高允賜食，每月朔望兩日都賜牛和酒，而且每月都會送一次衣服綿絹，可是高允將這些都分給了親友們[2]。
- 毗陵公竇瑾因咒詛之事被誅殺，他的兒子竇遵逃亡，留下被沒入縣府的竇遵母焦氏。雖然後來焦氏因年老而得赦免，但竇瑾的親朋卻都不理她，高允就接她回去照顧了六年，直至竇遵獲赦回來[2][12]。
- 太和十年，孝文帝因事派馬車召高允到西郊，但馬匹突然受驚而令車子翻了，意外在高允眉間造成三道傷口，孝文帝及馮太后派人去為高允料理傷口，並要重罰駕馬車的人，高允則主勳為該人求情。又一次高允在雪中突然遇到狗隻而受驚跌倒，本來扶著他的人很害怕，但高允反過來安慰他，並不將事情說出去。而被派往照料高允的中黃門蘇興壽表示他侍候高允的三年之間未曾見他發過脾氣，教授別人都恂恂善誘，而且不分晝夜都手不釋卷；每次有伶人奏樂起舞，愛音樂的高允都會拍手叫好；又常設齋講佛道，厭惡殺生；也不會隨便與人交際。高允亦表現出非常顧念親朋故友，不顧自己地接納他們，即使其時身份尊貴，志向仍舊和貧寒時一樣，例如獻文帝時南朝宋青齊地轉歸北魏，北魏朝廷將這些地區的士族都全部北遷到平城一帶，這些人遠赴北境每每都飢餓且缺乏禦寒衣物，更是高允的姻親家族成員，而這些人徒步到高允府中求援時高允都盡其力量幫助他們，並且慰問周到，人們都稱高允仁厚。當時北魏人對這些新民還是不怎信任，但高允還是挑出有才能者上奏請朝廷錄用為官[2]。
- 高允常常認為自己在中書省時拯救了不少人命，積有陰德，故應有百歲陽壽。在高允去世前十多日，他有點不適，但都不臥床休息和求醫，反而像沒有事那樣如常作息。孝文帝和馮太后得知高允不適就派了李脩去診視，李脩對高允表示他沒事，但回宮卻密報高允氣血不妥，應該活不久了。皇帝和太后於是賜了百多樣當時得令的美食佳餚，又有大量牀帳被舖及衣服几杖，還有大量官員前來慰問病情。高允見狀仍然認為是上天以其年老所賜，只是一直致謝，沒想過其實是自己快死了。這樣數日後，高允在夜裹過世，家人也毫不察覺有任何徵兆[2]。

## 家庭

### 祖父
- 高泰，後燕吏部尚書

### 父亲
- 高韜，年輕時以聰明而知名，與封懿互相敬慕，在後燕官至太尉從事中郎，入北魏後為丞相參軍，早死

### 兄弟
- 高推，字仲讓，小名檀越。高允弟，早有名譽，後獲游雅推薦出使南朝宋，連南朝也稱許其才辯，但卻患病死在建康。靈柩北返後獲贈輔國將軍，諡臨邑恭子。
- 高燮，字季和，小名淳于。高推弟，有文才。太武帝在位時曾經獲多次下詔徵命但皆以疾病拒絕不應，並經常譏笑高允長期屈折在官場中。

### 夫人
- 河间邢氏[13][14]

### 子女
- 高忱，字士和，嗣降為咸陽侯，官至綏遠將軍、長樂太守，為政作風寬和而有恩惠，故當地人心安穩。有子高貴賓襲爵，任冀州治中。
- 高懷，字士仁，任城王拓跋雲的郎中令、大將軍從事中郎，並授中散大夫。為人恬淡退靜，任中散十八年不改，後在太尉諮議參軍任內去世。
- 高氏，嫁北魏使持节、都督洛州诸军事、龙骧将军、洛州刺史、东安惠侯刁遵

## 延伸阅读
[在维基数据编辑]
 在维基文库阅读此作者作品
 《魏書/卷48》，出自魏收《魏书》
 《北史·卷031》，出自李延壽《北史》